# Telemark (esquí)

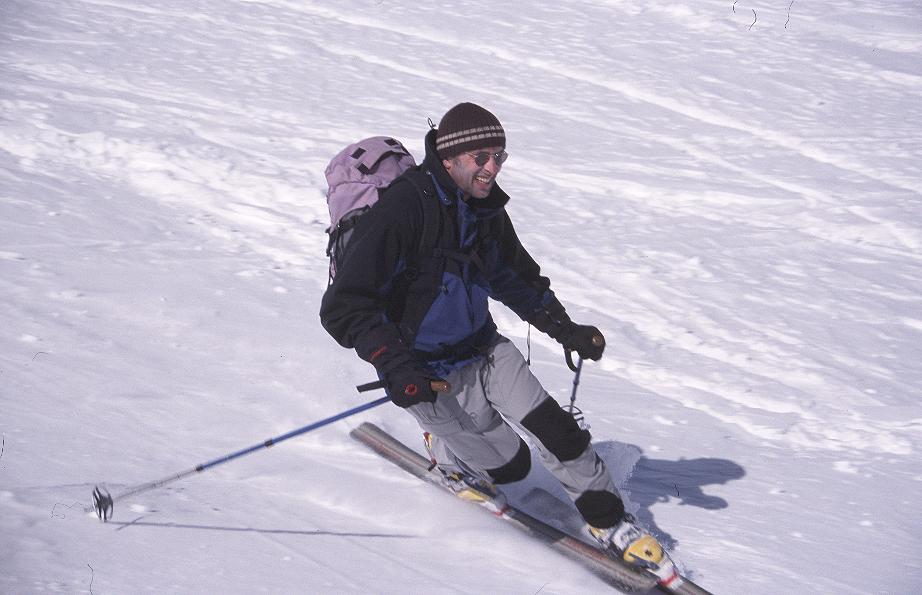
Un aficionado practicando la técnica del Telemark.

El telemark es una técnica de esquí que popularizó Sondre Nordheim, considerado el padre del esquí moderno. El nombre de esta modalidad proviene de una provincia Noruega llamada Telemark, donde Nordheim inventó esta forma de hacer giros sobre las tablas de esquiar.
A finales del siglo XIX se volvió muy popular debido a las competiciones que se celebran, en las que este es el estilo que se usa. Sin embargo, a principios del siglo XX, el esquí alpino en el que se fija el talón al esquí desbanca la técnica del Telemark. Esta técnica no volverá a practicarse hasta los años 70, en los que resurge en Norteamérica ya que proporciona una libertad de movimiento mayor y un mayor desafío, por su complejidad, a los practicantes del deporte del esquí.
La característica más notable de esta técnica es que el talón no está fijado a la tabla, siendo necesario casi arrodillarse sobre los esquíes a la hora de realizar los giros.

## Competición nacional
Campeonato de España Telemark 2011 disputado el 12 y 13 de febrero de 2011, en Gran Pallars Espot

Disciplinas: Clasic y Sprint

## Competición internacional
FIS World Cup Telemark 2011 disputado del 11 al 13 de febrero de 2011, en Gran Pallars Espot

Disciplinas: Clasic, Eslalon Gigante y Sprint